# Alleghenyville
Alleghenyville est une census-designated place du comté de Berks, en Pennsylvanie, aux États-Unis.

## Géographie
Alleghenyville se trouve au nord-est des États-Unis, dans l'est de l'État de Pennsylvanie, au sein de Brecknock Township dans le comté de Berks, dont le siège de comté est Reading. Ses coordonnées géographiques sont 40° 14′ 03″ N, 75° 59′ 19″ O.

## Démographie
Au recensement de 2010, sa population était de 1 134 habitants.